# Plasmodium ashfordi
Plasmodium ashfordi (лат.) — вид простейших паразитов из рода плазмодиев (Plasmodium). Вызывает малярию птиц.

## Описание
Вид был научно описан в 2007 году. Видовое название дано в честь паразитолога профессора Ричарда Эшфорда (Richard W. Ashford) в знак признания его вклада в изучение паразитов крови птиц.
Паразит заражает эритроциты. Влияние на морфологию инфицированных эритроцитов не отмечено. Ядро паразита мало, обычно расположено сверху или с хроматином, сосредоточенным вдоль внешней периферии трофозоитов. Одна или две маленьких (<1 мкм в диаметре) вакуоли часто присутствуют в цитоплазме.
Трофозоиты обычно обнаруживаются в зрелых эритроцитах, но их можно увидеть в полихромных эритроцитах при тяжёлых инфекциях. Они меняют форму, как правило, нерегулярные в общих чертах.
Полностью выросшие паразиты становятся латерально относительно ядра инфицированных эритроцитов. Они имеют вытянутую форму и нерегулярные в общих чертах с самых ранних стадиях их развития. Влияние паразитов на морфологию инфицированных эритроцитов обычно не выражено, но ядра некоторых инфицированных эритроцитов могут быть слегка смещены в боковом направлении.
Ядро паразита диффузно и его границы трудно различить. Хроматин может быть расположен в любом месте гаметоцитов.
Этот паразит не зарегистрирован у птенцов на территории Европы. Вероятно, передача происходит преимущественно при зимовке птиц в Африке.